# Blassajaure
Blassajaure är en sjö i Arjeplogs kommun i Lappland och ingår i Umeälvens huvudavrinningsområde. Sjön har en area på 0,132 kvadratkilometer och ligger 596,5 meter över havet.

## Delavrinningsområde
Blassajaure ingår i det delavrinningsområde (736577-152177) som SMHI kallar för Mynnar i Laisälvens vattendragsyta. Medelhöjden är 720 meter över havet och ytan är 54,65 kvadratkilometer. Räknas de 6 avrinningsområdena uppströms in blir den ackumulerade arean 173,8 kvadratkilometer. Hurasjåkkå som avvattnar avrinningsområdet har biflödesordning 4, vilket innebär att vattnet flödar genom totalt 4 vattendrag innan det når havet efter 462 kilometer. Avrinningsområdet består mestadels av skog (48 procent) och kalfjäll (44 procent). Avrinningsområdet har 0,21 kvadratkilometer vattenytor vilket ger det en sjöprocent på 0,4 procent.